# رومیگیه
رومیگیه (به فرانسوی: Romiguières) یک کمون در فرانسه است که در canton of Lodève واقع شده‌است. رومیگیه ۳٫۴۵ کیلومتر مربع مساحت و ۲۳ نفر جمعیت دارد و ۶۸۰ متر بالاتر از سطح دریا واقع شده‌است.